# Eurázsiai lovasnomádok

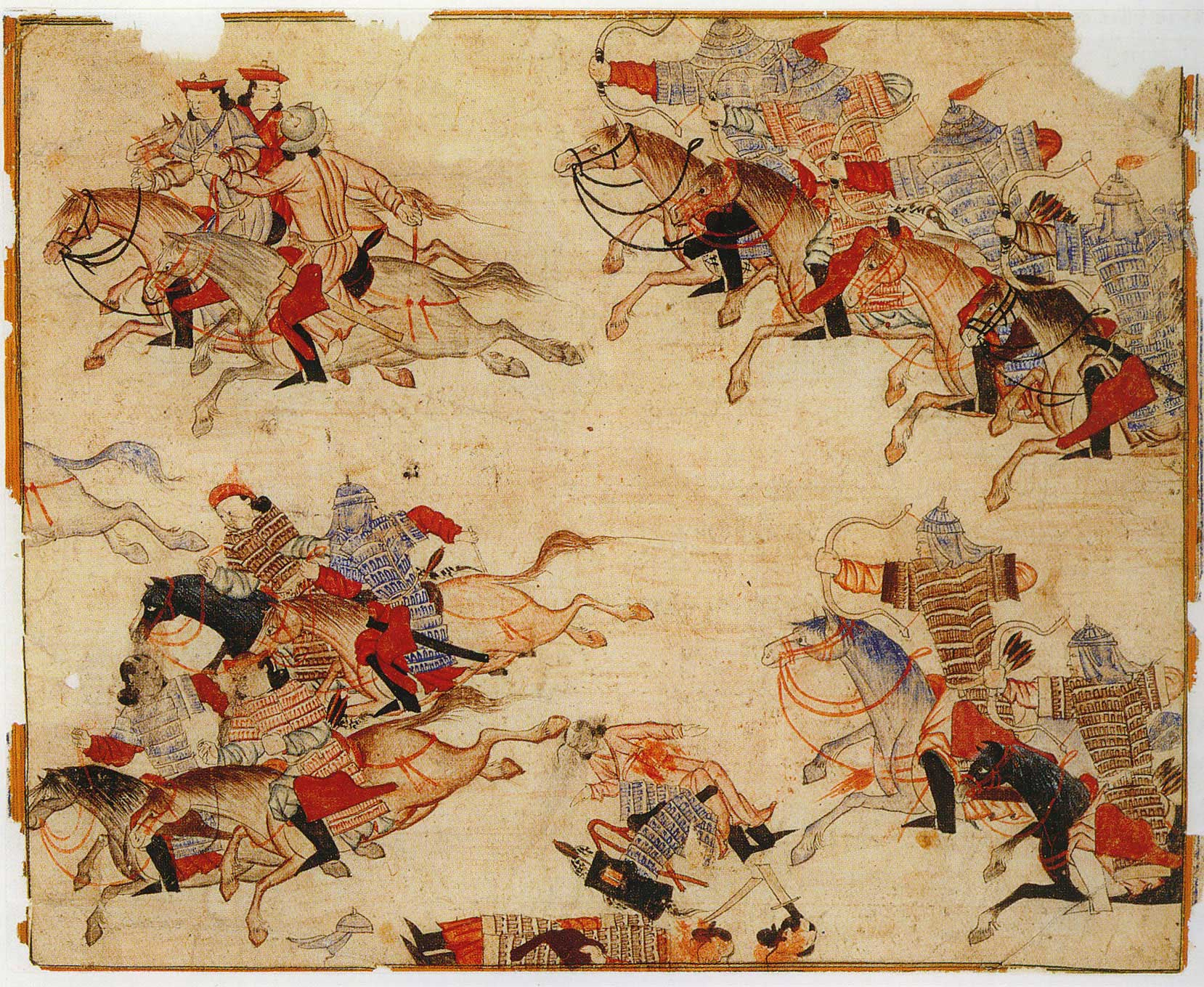
Mongol harcosok küzdelme

Az eurázsiai lovasnomádok mintegy két és fél évezreden keresztül fontos szereplői voltak a történelemnek. A ló háziasítása után a közép-ázsiai térségben élő indoiráni népek sikeres nagyállattartó gazdálkodást fejlesztettek ki, ennek alapján erős törzsek emelkedtek fel, amelyek igyekeztek hatalmukat minél szélesebb körben kiterjeszteni. A lovasnomád hadviselés révén felépített hódító pusztai „birodalmak” közül az első jelentősebb, a kor írásos forrásaiban is feljegyzett nép a kimmereké volt, akiket aztán a szkíták, majd a szarmaták követtek. A lovásnomádok gazdálkodása és hadviselése nem kötődött nyelvhez vagy etnikumhoz, számos különböző származású és nyelvű közösség jött lére, egyesült vagy vált szét a térségben az i. e. 1. évezred elejétől a középkori mongolokig vagy a mandzsukig. Talán a legnagyobb, bár rövid életű sikereket a hunok törökös magvú, de soknemzetiségű közössége alkotta, akik jelentős mértékben járultak hozzá a Nyugatrómai Birodalom bukásához. Hasonlóan nagy hatalmú volt az utolsó kiterjedt eurázsiai lovasnomád államalakulat, a Mongol Birodalom a 13. században.
A honfoglaló magyarok is tipikus eurázsiai lovasnomád népet alkottak, sikeres kárpát-medencei letelepedésük és államalapításuk különbözteti meg őket a hasonló etnikumok azóta eltűnt túlnyomó többségétől.

## Történetük
A vándorló életmód a korai vadászó-gyűjtögető kis emberi közösségek, hordák természetes létformája volt. Később már nagyobb emberi csoportok, törzsek váltak az társadalom alapegységeivé, de a rendszeres helyváltoztatás sokáig alapvető maradt. A bronzkori Jamnaja-kultúra idején az Urál hegységtől délre, a Fekete-tengertől északra a vadászat mellett már az állattartás vált a fő gazdálkodási formává és megjelent a földművelés is. 
A ló háziasításának első nyomait is errefelé, az Uráltól délkeletre, a mai Kazahsztán területén létrejött botaji kultúra területén találták meg a régészek. A lótartás alapvetően változtatta meg a térségben élő népek gazdálkodását, lehetővé tette a nagyállattartás kiteljesedését, illetve a csordák megvédését is. Döntő jelentőségűvé vált a lovas hadviselés a törzsek egymás közötti küzdelmeiben is.
Közép-Ázsiában, a Nyugat-szibériai-alföld déli részén, az Uráltól délre, a Fekete-tengertől északra eső területeken egy sor etnikailag és nyelvileg és különböző, lovasnomád gazdálkodást folytató és ilyen harcmodort alkalmazó közösség jött létre, emelkedett fel, majd tűnt el a történelem színpadáról. Az írott történelem hajnalán – amikor a környező, letelepült népek, a görögök és a kínaiak létrehozták írásbeliségüket és feljegyzéseket kezdtek készíteni – ők mind a földművelő népek félelmetes ellenségeiként jelentek meg. Az ebben a korban elsősorban Hérodotosz által említett népcsoportok alapvetően iráni nyelveket beszélő etnikumok, főleg a szkíták voltak.
Régészeti eredmények szerint a Kárpát-medencében az i. e. 9. században jelentek meg az első lovasnomádok, a preszkíta mezőcsáti kultúra képviselői.

## Társadalmuk

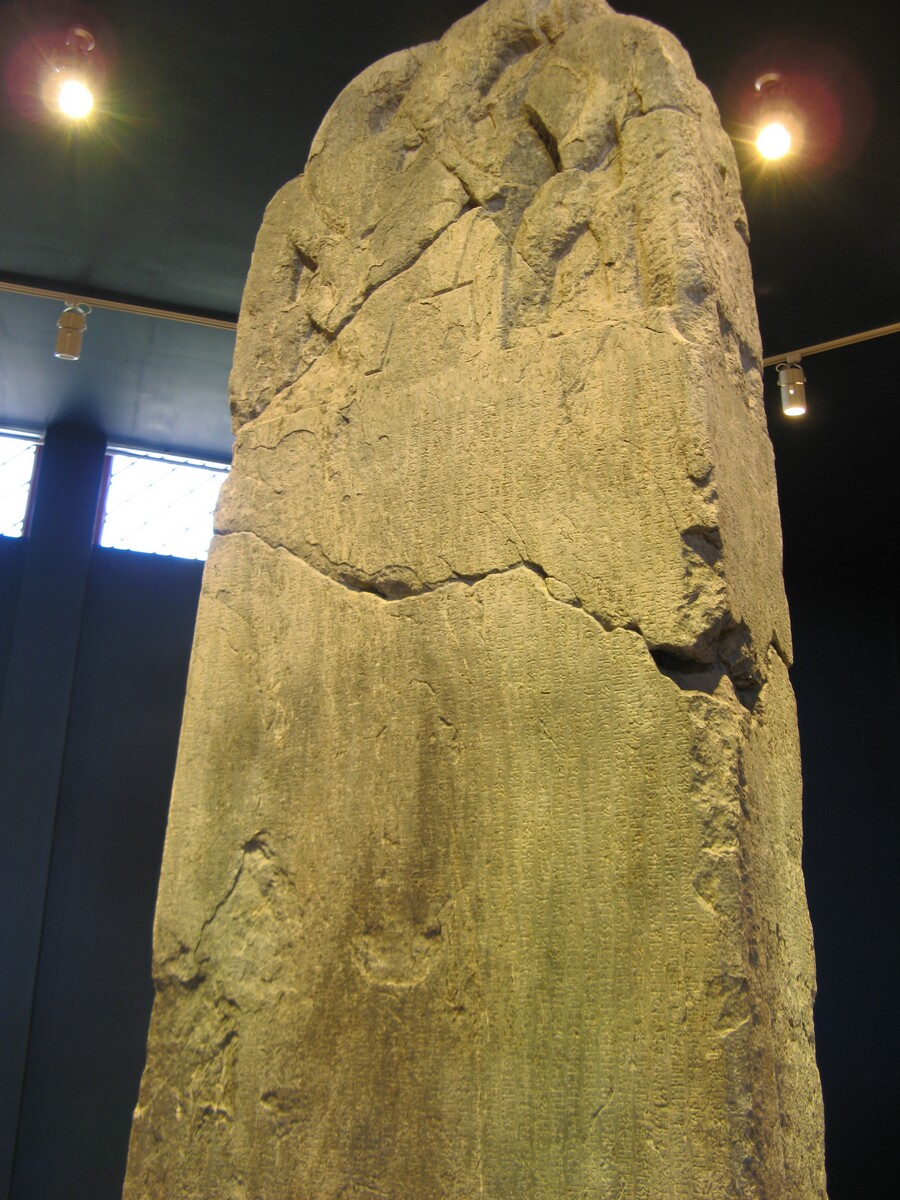
Az egyik orhoni sztélé a felirattal

A lovasnomád pásztornépek gazdasági–társadalmi viszonyai a velük érintkező, írásbeliséggel rendelkező népek elbeszélő forrásai, a 8. századból származó
orhoni türk feliratok és a 19–20. századi pásztortársadalmak néprajzi párhuzamai révén tanulmányozhatók.
A társadalom alapegysége a patriarchális nagycsalád volt, több nagycsaládból tevődött össze a nemzetség. A nemzetségek nyáron külön-külön legeltették állataikat, télen azonban közös szállásokon állították fel jurtáikat. Ezek a közös szállásterületek voltak a nomád államszervezés bölcsői. A pásztorkodó lovasnomád nemzetségekből törzsek, néha törzsszövetségek alakultak ki.
Az iráni, török, mongol, finnugor és mandzsu nyelvű lovasnomád népek némelyike hatalmas kiterjedésű, félelmetes katonai erejű, de rövid életű birodalmat hozott létre. E kevert etnikumú birodalmak egy-egy kiemelkedő szervezőkészségű vezetőnek köszönhették létüket, és a kivételes képességű vezető halála után általában gyorsan széthullottak.

### Gazdasági élet
A nomádok gazdasági életének alapja a nagyállattartás, elsősorban a ló és a szarvasmarha tenyésztése volt, emellett igen jelentős volt a juhtenyésztés. A nomád népek mindegyike folytatott téli szállásai közelében kiegészítésképpen, változó mértékben, növénytermesztést is. Gazdálkodásukban mindvégig szerepet játszott a sztyeppei állatokra folytatott, időnként egész hadgyakorlatoknak megfelelő nagyszabású vadászat is.

#### A nomád hadviselés mint gazdasági tevékenység

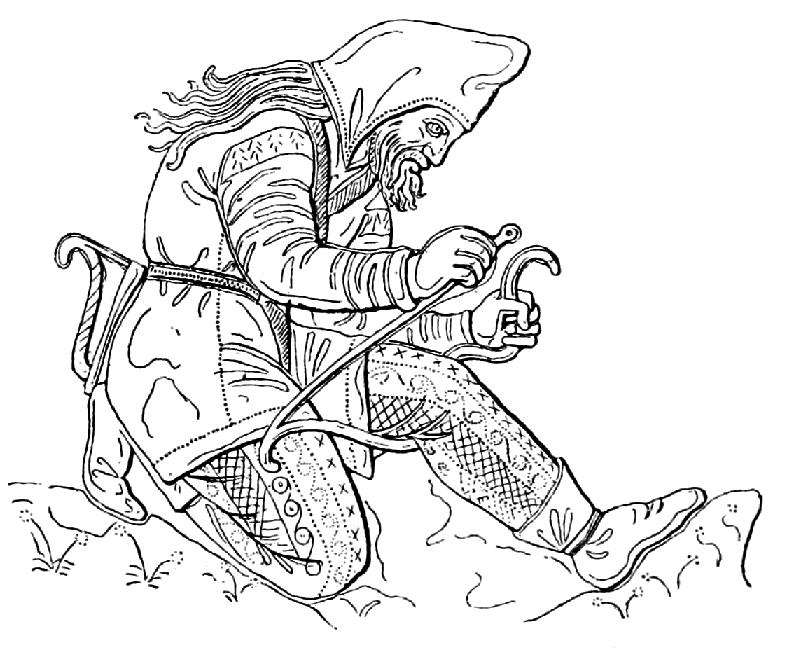
Íját feszítő szkíta harcos. Krími ásatáson talált elektrum csésze rajzolata

A nagyállattartó törzsi szervezetben élő és gazdálkodó nomádok számára a háborúskodás természetes állapot volt. A törzsek legelőikhez úgy viszonyultak, mint a közös tulajdonukhoz. Ennek a korlátja csak egy másik közösség lehetett, amely szintén igényt tartott erre a területre. A föld megtartására vagy új földek megszerzésére irányuló háború az ilyen természetadta közösségek „legőseredetibb közös munkája” volt. idézi 
A lovasnomádok gazdasági és egymás közötti hadi sikerei később a területileg határos letelepült életmódot folytató birodalmak (főleg Kína és a Római, majd a Bizánci Birodalom) elleni harcra ösztönözték őket. A lovasnomádok rendszeres támadásaikkal, a zsákmányolással és a kikényszerített kereskedelemmel, az adóztatással és az „ajándékok” kizsarolásával késztették ezeknek a birodalmaknak a gazdaságait jelentős többlettermék és fényűzési cikk előállítására, amit aztán a nomádok sajátítottak el. A nomádok hadai így erőszakos katalizátorai voltak történelmi, gazdasági folyamatoknak, összekötő kapcsot jelentettek Európa és Ázsia elszigetelt társadalmai között.
A nomád hadviselésnek gyakran, áttételesen, közvetett gazdasági haszna is volt a korabeli társadalmak számára, ez a detezauráció volt, azaz a gazdasági szempontból haszontalanul felhalmozott, kincstárakban őrzött nemesfém-készletek és már értékek újbóli bekapcsolása a nemzetközi értékforgalom vérkeringésébe. Ilyen volt a mesés perzsa kincstár kifosztása az arabok által, a bizánciak által a lovasnépeknek, illetve a nyugat-európaiak által a vikingeknek fizetett adók.
Egy viszonylag késői lovasnomád nép, a türkök 7. századi társadalmáról már saját felirataik (Kül Tegin és Tonjukuk) szólnak. Eszerint a türkök uralkodói, a kagánok átlagosan 10–12 évig uralkodtak, és ezalatt 50–60 zsákmányszerző hadjáratot vezettek.

### A lovasnomád népek hadművészete

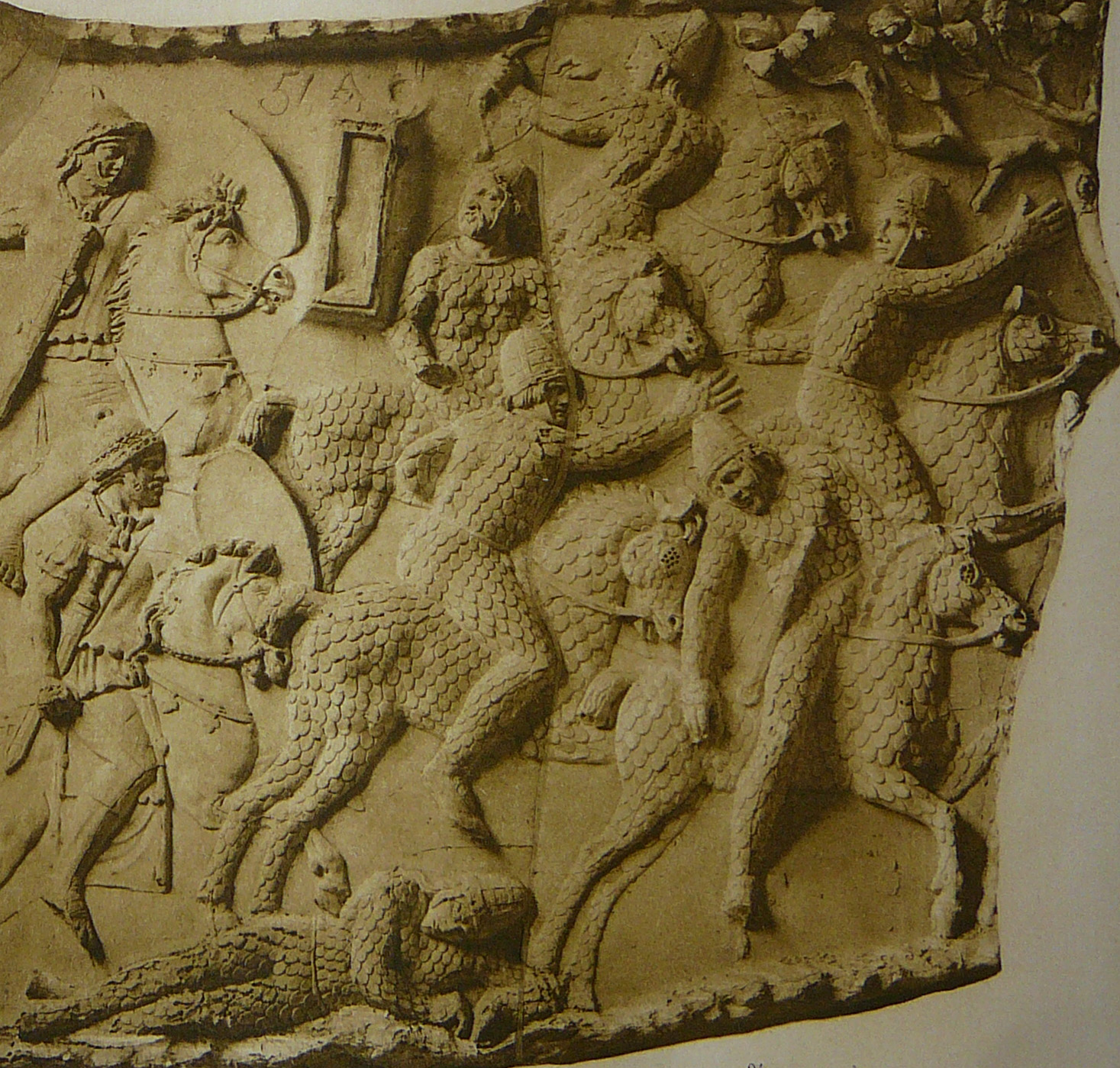
Szarmaták jellegzetes pikkelyes páncélzatukban Traianus oszlopán

A lovasnomád népek hadművészetének legismertebb képviselői a szkíták, szarmaták, hunok, pártusok, türkök, avarok, kazárok, magyarok, kunok, mongolok, tatárok, mandzsuk voltak.
Hadművészetükre a lovas csoportok gyors és összehangolt mozgása, a távolra ható fegyverek mesteri kezelése volt a jellemző. A közelharc fegyvereit csak kiegészítésképpen használták. Gyakran alkalmaztak jól begyakorolt és fegyelmezetten végrehajtott hadicseleket is. A nomád pásztorok valamennyien harcosok voltak, gyermekkoruktól fogva céltudatosan nevelődtek a nyájak védelmére. A nomád törzsfők, fejedelmek környezetében pedig a hivatásos harcosok elit csoportja, a kíséret alakult ki, amelynek tagjai uruktól rendszeres ellátást kaptak, harcaiban részt vettek, és a zsákmányból is
részesültek. A nagyobb nomád államokban a kiséret mellett külön fejedelmi testőrség is volt.
A lovas pásztornépek legfontosabb fegyvere az összetett reflexíj volt, melyet felajzáskor az íj eredeti görbületével ellenkező irányban feszítettek, a nagyobb lőtávolság érdekében. Az ilyen íjak az i. e. 7. században terjedtek el. Az íj fáját többféle rugalmas fából ragasztották és kötötték össze. A külső oldalára zsírtalanított és puhított szarvasmarhainakat, a belsőre szarut vagy halcsontot ragasztottak. Az összetett íj korai változata a szkíta íj; az i. sz. 3. században alakították ki tökéletesített változatát, a hun íjat. Ez a végein csontlapocskákkal volt megerősítve, és hossza nagyobb volt a 80 centiméteres szkíta íjnál, elérte a  másfél métert. Az íj húrja állati bélből készült, az összetett változatát selyemszállal fonták össze. A hun íj hatótávolsága 400-500 méter is lehetett.
A közelharcban szablyát, rövid lándzsát, baltát és buzogányt használtak. A harcosok bőröltözetet, az előkelők csont- vagy fémlemezkés páncélt viseltek.
A lovasnomád népek hadművészete a Mongol Birodalom hadseregében érte el a csúcspontját. Ennek a haderőnek a szervezete és taktikája az eurázsiai lovasnomádok évezredes tapasztalataira épült. E nagy létszámú, jól szervezett, komplex sereg Kelet-Európától Kínáig, az északi orosz területektől Burmáig ért el nagy katonai sikereket. Mobilitásával és koncentrált tűzerejével hatott a 20. századi Blitzkrieg stratégiájának és taktikájának kialakulására is.
A lovasnomád népek harcászatára azonban jellemző volt a szélsőséges kegyetlenség és gyakran a népirtás, a legyőzötteknek családjaikkal együtt történő módszeres likvidálása is, erről a magyarországi tatárjárás emlékei is tanúskodnak. Ez leginkább egyfajta lélektani hadviselés volt, mivel a nomádok gyakran jóval kisebb létszámúak voltak, mint megtámadott ellenfeleik, ezért arra törekedtek, hogy kegyetlenségük híre előttük járjon és a következő célpontjaik meneküljenek, ne tanúsítsanak ellenállást.
A pusztai nomádok hadászatának virágkora a 15. századig tartott. Érdekesség, hogy az Oroszország és Kína közötti hosszú határon még a 18. században is mindkét oldalon a helyi lovasnomád törzsek tagjai teljesítettek határőr szolgálatot hagyományos felszerelésükben. A kínai császár testőrsége pedig a császárság végéig megőrizte lovasnomád fegyverzetét.

## A magyar lovasnomádok
Az Urál hegység keleti oldalán található Ujelgi régészeti lelőhelyén tipikus lovasnomád temetkezéseket tártak fel a 2010-es években. A leletek szoros párhuzamokat mutattak a honfoglalás kori Kárpát-medencei magyar leletekkel. Magyar kutatók egy csoportja megállapította, hogy itt helyezkedett el a magyarokhoz köthető legkorábbi ismert szállásterület. Az új kutatási eredmények alapján megállapítható, hogy a magyar „őshaza”, a magyar etnogenezis színtere régészeti és nyelvészeti érvek alapján egyaránt az Urálon túl, Délnyugat-Szibéria nyugati zónájában körvonalazható, a Tobol–Irtis–Isim folyók vidékén.
A legújabb régészeti eredmények azt tanúsítják, hogy a tipikus lovasnomád életmódot és hadviselést folytató magyarság a korábban feltételezettnél jóval rövidebb idő alatt érhetett el az Uráltól a Kárpát-medencéig, ez az út mintegy 80–100 évet vehetett igénybe. A honfoglalás után a magyarok még évtizedekig folytatták a sztyeppei harcosokra jellemző zsákmányszerző hadjárataikat, a magyar kalandozásokat.